# Vale Frechoso
Vale Frechoso é uma povoação portuguesa sede da Freguesia de Vale Frechoso do Município de Vila Flor, freguesia com 22,51 km² de área e 154 habitantes (censo de 2021), tendo, por isso, uma densidade populacional de 6,8 hab./km².

## Demografia
A população registada nos censos foi:
| Distribuição da População por Grupos Etários | Distribuição da População por Grupos Etários | Distribuição da População por Grupos Etários | Distribuição da População por Grupos Etários | Distribuição da População por Grupos Etários |
| -------------------------------------------- | -------------------------------------------- | -------------------------------------------- | -------------------------------------------- | -------------------------------------------- |
| Ano                                          | 0-14 Anos                                    | 15-24 Anos                                   | 25-64 Anos                                   | > 65 Anos                                    |
| 2001                                         | 37                                           | 33                                           | 121                                          | 50                                           |
| 2011                                         | 21                                           | 17                                           | 97                                           | 54                                           |
| 2021                                         | 9                                            | 12                                           | 70                                           | 63                                           |

## Geografia
Esta freguesia encontra-se a 11 km da sede do município. Situa-se na vertente virada a sul de um dos braços da serra de Bornes. A 4 km para sudeste corre o rio Tua.

## Toponímia
Vale tem um sentido evidente, topográfico, enquanto Frechoso deve ser da família de Freches, Frechas ou Freixo. É uma família toponímica frequente em Portugal, que já se regista desde o ano de 907. Deriva, segundo alguns autores, da planta do mesmo nome.[carece de fontes?]

## História
Em meados do século XIII, Vale Frechoso estava integrado, segundo a documentação, na circunscrição administrativa de S. Pedro de Santa Cruz de Vilariça. Pertencia aos ricos-homens da terra, da filiação dos Bragançãos, e iria ser doada por essa época ao Mosteiro de Santa Maria de Bouro. As Inquirições de 1258 não referem sequer a freguesia.
Tal acontece apenas com o arrolamento paroquial mandado efetuar por D. Dinis em 1320-21, em que a igreja de S. Lourenço é citada como uma das chamadas "igrejas de Vilariça" e taxada em noventa libras, quantia deveras significativa, ainda mais quando a própria sede paroquial, a igreja de Santa Cruz, tinha apenas nove libras.
No final dos padroados, sabemos que a paróquia de Vale Frechoso era uma abadia de renúncia de apresentação do arcebispo de Braga, talvez desde há vários séculos.
Vale Frechoso é atualmente uma freguesia que conserva ainda uma grande componente rural. É o caso do predomínio da agricultura no panorama económico local, é o caso, ainda, da manutenção de algum artesanato e de costumes quotidianos seculares, como na utilização do forno comunitário para o fabrico do pão de centeio e trigo.

## Brasão
Escudo de verde calçado de ouro, uma raposa passante de prata, encimada por dois ramos de oliveira do mesmo, frutados de negro, com os pés cruzados em aspa. Coroa mural de prata de três torres. Listel branco, com a legenda a negro: "VALE FRECHOSO".
A justificação de simbologia é:
- Calço - Representa as defesas castrejas nos cumes e vales da freguesia, assim como o primeiro elemento do topónimo: "Vale".
- Raposa - Representa a antiguidade do povoamento da freguesia de Vale Frechoso e as esculturas rupestres.
- Ramos de Oliveira - Representam uma das vertentes económicas que contribuem para o desenvolvimento local: a olivicultura.